# Marmorkat
Marmorkatten (latin: Pardofelis marmorata) er et dyr i kattefamilien. Marmorkatten er omkring 53 cm lang med en hale på 38 cm og vejer 3-5 kilo. Den lever i skove i det sydlige og sydøstlige Asien. Hjørnetænderne er bemærkelsesværdigt store og halen meget lang.